# Казьмин, Андрей Ильич
Андре́й Ильи́ч Казьми́н (род. 25 июня 1958, Москва) — российский государственный деятель, президент и председатель правления Сбербанка России (1996—2007),  генеральный директор ФГУП «Почта России» (2007—2009).

## Биография
Родился 25 июня 1958 года в Москве.
Окончил кредитно-экономический факультет Московского финансового института (МФИ) (1980), аспирантуру МФИ по кафедре «Денежное обращение и кредит» (1983). Кандидат экономических наук (1984).
- С 1982 — экономист в отделении Москвы Госбанка СССР.
- С 1983 — ассистент кафедры «Денежное обращение и кредит» МФИ.
- С 1985 — заместитель декана кредитно-экономического факультета МФИ.
- В 1988—1993 — старший научный сотрудник в Комиссии Президиума АН СССР (с 1991 — РАН) по изучению производительных сил и природных ресурсов (КЕПС).
- В 1990 и 1993 — советник министра финансов России Бориса Фёдорова.
- В 1991—1993 проходил научную стажировку в министерстве финансов Германии, Дойче Бундесбанке, коммерческих банках и исследовательских центрах Германии.
- В 1993—1996 — заместитель министра финансов России.
- В 1993—1997 — член, ответственный секретарь правительственной комиссии по денежно-кредитной политике.
- 1996 — 8 октября 2007 — президент, председатель правления Сбербанка России.
- В июне 2000 был избран вице-президентом Всемирного института сберегательных касс (WSBI).
- В феврале 2002 был избран членом Международного Совета директоров компании Europay International.
- С 18 декабря 2007 года по 14 января 2009 года — генеральный директор ФГУП «Почта России»[1][2].

Являлся членом Попечительского совета Государственного академического Малого театра.

## Награды
- Орден Почёта (16 ноября 2001 года) — «за заслуги в области экономики и финансовой деятельности»[4].
- Орден «За заслуги перед банковским сообществом»[5].

## Публикации
Автор более 50 научных публикаций по вопросам финансов, кредита и банковского дела, 15 из которых опубликованы за рубежом.

## Семья
Был женат на Алле Алешкиной (Казьминой), которая работала с 1996 по 2007 годы в Сбербанке, в том числе на посту первого зампреда. Позже перешла на работу в Связь-банк, подконтрольный на тот момент Почте России, где заняла должность президента-председателя правления. Вместе с Андреем Казьминым в 2019 году стала совладельцем водочного бизнеса.